# Batalha de Lechfeld
A Batalha de Lechfeld (10 de agosto de 955) foi um evento decisivo para conter as incursões e saques húngaros na Europa Central, ao resultar numa vitória decisiva para as forças de Otão, o Grande, rei da Germânia, contra os magiares, chefiados por Bultzus, Lehel e Súr. O campo de batalha encontra-se ao sul de Augsburgo, numa planície de inundação ao longo do rio Lech.
Ademais das suas próprias, Otão contava com tropas do Duque da Baviera, bem como cavaleiros francônios, uma legião de suábios e forças de Boleslau I da Boêmia, perfazendo um contingente de cavalaria pesada de cerca de 10 000 homens, contra os quais os magiares podiam alinhar aproximadamente 50 000 guerreiros (ou 12 000, conforme algumas fontes).
O lado germano logrou sair vitorioso devido à disciplina nas suas fileiras e ao fato de que os húngaros dividiram as forças durante o embate.
Derrotados, os magiares recuaram de volta à Bacia dos Cárpatos, onde adotaram um estilo de vida mais voltado para a agricultura e foram posteriormente evangelizados, passos que levaram à criação do Reino da Hungria, meio século depois.